# Mednarodno združenje jugovzhodnoevropskih študij
Mednarodno združenje jugovzhodnoevropskih študij (angleško International Association of South-East European Studies), bolj znano po francoski kratici AIESEE (francosko Association internationale d'études du Sud-Est européen) je mednarodno znanstveno, nepolitično in neprofitno strokovno združenje, ki se osredotoča na balkanske študije in sorodna področja študija. Združenje je bilo ustanovljeno v Bukarešti, glavnem mestu Romunske ljudske republike, 23. aprila 1963 in od leta 2019 združuje 25 organizacij članic na tem področju.
Organizacija je bila ustanovljena na prvem srečanjem nacionalnih komisij UNESCO šestih balkanskih držav (Albanija, Bolgarija, Grčija, Romunija, Turčija in Jugoslavija), ki so si prizadevale za regionalno sodelovanje kljub delitvam v regiji v času hladne vojne. Cilj ustanovnih članov je bil spodbujati mednarodno solidarnost, skupne točke med zgodovinskimi izkušnjami Balkana in tretjega sveta, regionalno hibridnost v povezavi s Sredozemskim, Bližnjevzhodnim in slovanskim svetom ter kritiko hegemonskih predstav o regiji s strani znanstvenikov iz osrednjih držav.

## Kongresi
- 1. kongres (Sofija, 1966[4] )
- 3. kongres (Atene, 1970[4])
- 3. kongres (Bukarešta, 1974[4])
- 4. kongres (Ankara, 1979[4])
- 5. kongres (Beograd, 1984[5])
- 6. kongres (Sofija, 1989[5])
- 7. kongres (Solun, 1994[5])
- 8. kongres (Bukarešta, 1999[5])
- 9. kongres (Tirana, 2004[5])
- 10. kongres (Pariz, 2009[6])
- 11. kongres (Sofija, 2015[7])
- 12. kongres (Bukarešta, 2019[1])
- 13. kongres (Skopje, 2024[8])